# Stanisław Borniński
Stanisław Borniński (ur. 5 października 1908 w Starym Draganiu, zm. 9 października 1940 w KL Mauthausen-Gusen) – duchowny rzymskokatolicki.

## Życiorys
Urodził się w rodzinie rolniczej jako syn Józefata i Marianny z Kulpów. Był krewnym ks. prałata Piotra Bornińskiego, rektora Wyższego Seminarium Duchownego w Płocku. Po ukończeniu szkoły powszechnej w Białej, zgłosił się do Seminarium Nauczycielskiego im. Bolesława Krzywoustego w Płocku, którego jednak nie ukończył. Pod wpływem lektur religijnych, przeniósł się do Liceum przy Seminarium Duchownym. Brał czynny udział w kole misyjnym. Ukończył Seminarium na kierunku filozofia i teologia. Święcenia kapłańskie przyjął w dniu 11 czerwca 1938 z rąk sufragana płockiego Leona Wetmańskiego.
W latach 1938–1940 pełnił funkcję wikariusza parafii św. Floriana w Poniatowie. Na własny koszt wysyłał młodzież na kursy dokształcające, a dla rodzinnego kościoła parafialnego w Białej ufundował witraż Chrystusa Dobrego Pasterza.

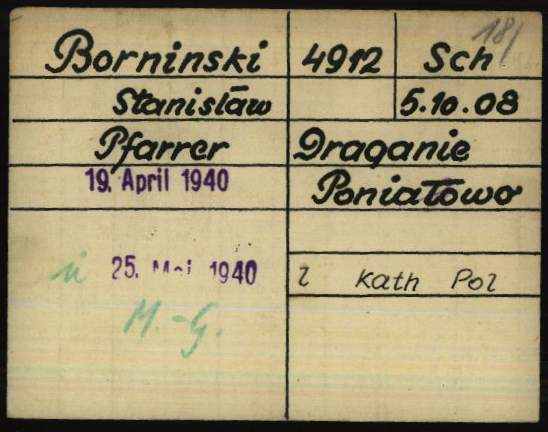
Karta rejestracyjna ks. Stanisława Bornińskiego jako więźnia w nazistowskim obozie koncentracyjnym w Dachau

Aresztowany przez Niemców 5 kwietnia 1940 i osadzony w płockim więzieniu. W dniu 12 kwietnia 1940 przewieziony do KL Soldau wraz ze swoim dawnym nauczycielem Romualdem Miaśkiewiczem, z którym będzie dzielił dalsze trudy obozowe. Następnie w dniu 19 kwietnia 1940 trafił do KL Dachau, gdzie otrzymał numer 4912. Następnie przewieziony w dniu 25 maja 1940 do KL Mauthausen (podobóz Gusen).
Zmarł 9 października 1940 w wieku 32 lat z powodu wycieńczenia.
W ramach obchodów 100-lecia odzyskania niepodległości przez Polskę, w dniu 24 lipca 2018 Uchwałą nr 349/XXXVI/2018 Rady Powiatu w Płocku z dnia 27 czerwca 2018, w rodzinnej wsi księdza odsłonięto pamiątkowy obelisk przy rondzie jego imienia.